# Samuel Gränicher
Samuel Gränicher (* 17. Dezember 1758 (Taufdatum) in Zofingen; † 14. Dezember 1813 in Dresden) war ein Schweizer Kunstmaler und Kupferstecher.

## Leben

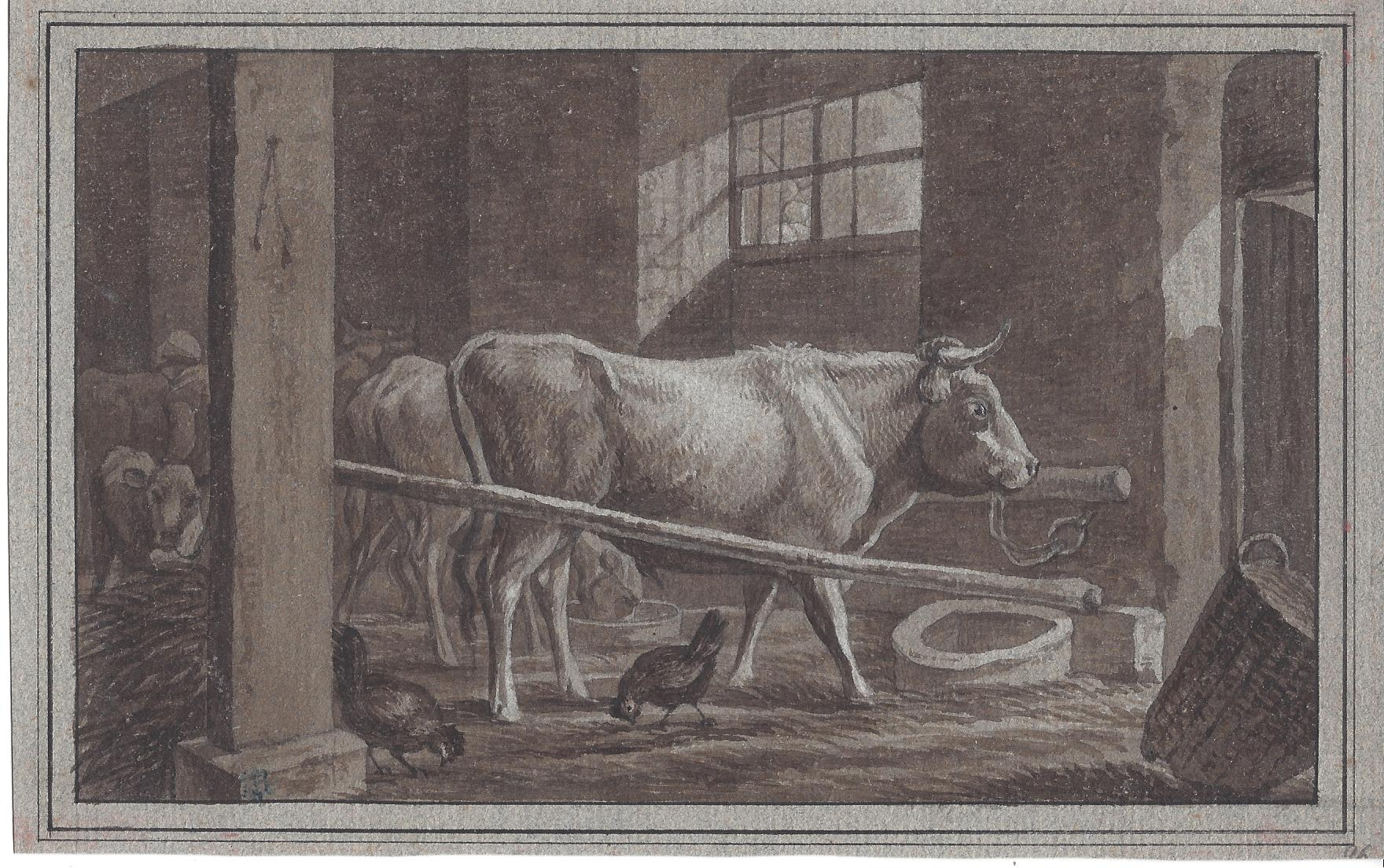
Samuel Gränicher: Der Kuhstall, Sepiazeichnung weiss gehöht

Samuel Gränicher wurde am 17. Dezember 1758 in Zofingen als zweiter Sohn des Weissgerbers Samuel Gränicher und seiner Frau Magedalena, geborene Sprüngli, getauft. Nach dem Tod des Vaters 1771 wuchs er bei seinem älteren Bruder auf. Der zeichnerisch begabte Samuel Gränicher absolvierte in Basel bei Christian von Mechel eine Ausbildung zum Zeichner und Kupferstecher. Ab 1778 erscheint der Vermerk Gränicher sculpsit auf Blättern des Mechel´schen Verlages. Von Christian von Mechel beauftragt bereiste Gränicher 1781 die deutschsprachigen Kantone der Schweiz und das benachbarte Ausland und zeichnete Bilder der Landbevölkerung. 1783 entstand im Verlag Mechels die in mehreren Auflagen erschienene kolorierte Kupferstichfolge Suite de différens costumes de paysans et paysannes de la Suisse / Publiée par Chrétien de Mechel. Auf der ersten Auflage der Folge mit 24 Stichen von 1785 brachte Gränicher selbstbewusst seine, in den Auflagen ab 1791 getilgte, Signatur S. Graenicher ad vivum delineavit et sculpsit dezent unter der Darstellung eines jungen Schwarzwälder Bauern an.
In den kommenden Jahren arbeitete Gränicher zunächst weiter für von Mechel, bevor er sich in Zürich im Umkreis von Johann Caspar Lavater niederzulassen versuchte. Zusammen mit Johann Heinrich Lips und anderen stach er Vignetten für Lavaters Physiognomische Fragmente und Illustrationen für Lavaters religiöse Werke, darunter eine für Lavaters Jesus Messias. Von Zürich aus bestanden enge Kontakte zur 1764 gegründeten Dresdner Kunstakademie. Etwa 1790 siedelte Gränicher nach Dresden über und liess sich nach Georg Kaspar Nagler von Giovanni Battista Casanova an der Akademie in Malerei unterrichten. Gesichert ist die Immatrikulation Gränichers 1790 an der Akademie. In Friedrich Weinbrenners Freundschaftsalbum ist aus dieser Zeit eine Kohlezeichnung seines Kommilitonen Gränicher enthalten, die vermutlich die sächsische Schweiz darstellt.
In Dresden wirkte Gränicher als Tier- und Landschaftsmaler. 1794 und 1801 beteiligte er sich an den Dresdner Kunstausstellungen. Er zeichnete und radierte Tierdarstellungen, sächsische Volkstrachten und Uniformen sowie Veduten von Dresden. Weiter kopierte er Alte Meister in Öl. Aus der Ehe mit Christina Rosina Oertler überlebte von mehreren Geburten nur ein Sohn. Gränicher verstarb verarmt Ende 1813 in Dresden.

## Werke
- Suite de différens costumes de paysans et paysannes de la Suisse / Publiée par Chrétien de Mechel, Basel, 1783
- Zwei anatomische Tafeln für Justus Christian Loder: Anatomische Tafeln zur Beförderung der Kenntniss des menschlichen Körpers, Landes-Industrie-Comptoir, Weimar, 1794
- Bildnis Leonhard Eulers, um 1780
- Bildnis Theodor Körners als Knabe, um 1800, Miniatur, Universitätsbibliothek Dresden
- Costumes in Sachsen Druckfolge von 4 Heften mit je sechs kolorierten Darstellungen verschiedener Berufstrachten, Heinrich Rittner, Dresden, 1803–1808
- Costumes der königlich sächsischen Armee, gezeichnet von Sauerwein, in Aquatinta geäzt von Gränicher, 30 Blätter.